# Wehrliola revocaria
Wehrliola revocaria är en fjärilsart som beskrevs av Otto Staudinger 1892. Wehrliola revocaria ingår i släktet Wehrliola och familjen mätare. Inga underarter finns listade i Catalogue of Life.